# غزوة الشمال الأولى
غزوة الشمال الأولى تسمى بسنة الحرث سنة 1922م . كان سلطان نجد عبدالعزيز آل سعود قد أسقط إمارة جبل شمر في حائل وعرض أمير قبيلة الرولة من عنزه نوري هزاع الشعلان على الشريف عبد الله بن الحسين أن يلحق الجوف ووادي السرحان بامارته في الأردن ، ثم تقدمت مجموعة من جيش سلطان نجد عبد العزيز آل سعود لا يقل عددها عن ألف وخمسمئة مقاتل من إخوان من أطاع الله إلى إمارة شرقي الأردن للاستيلاء على وادي السرحان وعزل نوري الشعلان.

## المعركة
وفي يوم الثلاثاء 15 أغسطس سنة 1922م وصل الإخوان بقيادة عقاب بن محيا إلى ديار بني صخر في الطنيب والمشتى على بعد 30 كيلو متر من العاصمة عمان بعد أن قطعوا أكثر من 700 كيلومتر من قواعدهم في نجد وما ان طلع الصباح كانت النجدات من مضارب بني صخر المختلفة قد هبت لردع المغيرين، وبادر المتطوعون من عشائر البدو في الأردن إلى مكان المعركة، واشتبك الفريقان في معركة، فسارعت الحكومة الأردنية وطلبت من السلطات البريطانية أن تشترك بالطائرات والمصفحات العسكرية فأحس البريطانيين بالخطر الذي أحدق بهم وخشوا أن يصل نفوذ الإخوان إلى ممر الارتباط المباشر بين مناطق النفوذ البريطاني فتدخلوا لصد الهجوم الإخوان طيلة يوم الثلاثاء حتى ضحى يوم الأربعاء وسقط في هذه المعركة عدد كبير من كلا الطرفين وجراء قذائف المصفحات البريطانية لم يكن أمام جيش الإخوان سوى الانسحاب إلى نجد خصوصا أن الاخوان حققوا الهدف المطلوب وهو السيطرة على الجوف ووادي السرحان، وبعد انسحاب الإخوان بادر الإنجليز بطلب من الملك عبد العزيز فانعقد اجتماع العقير الثاني في شهر نوفمبر سنة 1922م طرحت فيه مسألة الحدود للنقاش للمره الأولى فتم الإتفاق عليها
بشرط منح القبائل حرية التنقل وفي المقابل اعترف البريطانيون بسيادة الملك عبد العزيز على الجوف ووادي السرحان.
- يقول نهار الطويل العتيبي أحد الإخوان المشاركين في المعركة قصيدة نورد منها هذه الأبيات :

- وقال عبد الله بن عليان الحافي أحد الإخوان المشاركين في المعركة قصيدة نورد منها هذه الأبيات :

- وقال رجل من بني صخر أيضا قصيدة نورد منها هذه الأبيات :